# 마이클 길포일
마이클 길포일(Michael Guilfoyle, 1968년 4월 29일 ~ )는 미국의 야구 선수이자, 전 KBO 리그 롯데 자이언츠의 외국인 선수이다.
1999년 롯데자이언츠에서 활약한 용병 투수인데 원래 한화 이글스의 2차지명 선수로 계획되었으나 마무리 투수를 필요로 했던 롯데의 의견 때문에 롯데에 지명됐다.
밋밋한 구질과 불안정한 제구력 탓인지 6경기 0승 0패 1세이브 13.50으로 중도 퇴출됐다.

1. ↑  신수건 (1999년 5월 20일). “《야구이야기》… `순간의 선택` 한시즌 웃고울고”. 국제신문. 2022년 4월 20일에 확인함.
2. ↑  신수건 (1999년 5월 10일). “롯데용병 한쪽에선 퇴출”. 국제신문. 2022년 4월 20일에 확인함.